# Zero PLANET
Zero PLANET（ゼロ プラネット）は、2019年5月3日に結成された日本の男性ダンス＆ボーカルグループ。プラチナムプロダクション所属。 2023年3月12日をもち、解散。約4年の歴史に幕を下ろした。
活動時は「Zero PLANET」と「Team Mercury From Zero PLANET」により構成された。

## メンバー
2023年3月12日時点。
| 名前           | 生年月日               | 血液型 | 出身地 | 備考             |
| -------------- | ---------------------- | ------ | ------ | ---------------- |
| 髙橋祐理（）   | 2000年6月8日（25歳）   | O型    | 北海道 | リーダー         |
| 中原弘貴（）   | 2000年7月13日（24歳）  | A型    | 大阪府 |                  |
| 永島龍之介（） | 2001年11月20日（23歳） | O型    | 福岡県 |                  |
| 栗原航大（）   | 2000年6月12日（25歳）  | O型    | 埼玉県 | 2021年8月8日加入 |

| 名前           | 生年月日               | 血液型 | 出身地   | 備考                                                |
| -------------- | ---------------------- | ------ | -------- | --------------------------------------------------- |
| 小宮璃央（）   | 2002年11月19日（22歳） | O型    | 福岡県   | 2021年9月18日までZero PLANET所属                    |
| 森重秀太（）   | 1999年12月3日（25歳）  | A型    | 山口県   | 2020年10月24日加入 2022年8月22日までZero PLANET所属 |
| 後藤聖那（）   | 2002年5月1日（23歳）   | A型    | 神奈川県 | 2022年3月28日までTeam Mercury所属                   |
| 中野晴仁（）   | 2003年10月1日（21歳）  |        | 埼玉県   | 研修生                                              |
| 池田陽音（）   | 2004年2月12日（21歳）  |        | 東京都   | 研修生                                              |
| 飯泉遥斗（）   | 2002年6月27日（23歳）  |        | 東京都   | 研修生                                              |
| 三輪涼太（）   | 2003年1月4日（22歳）   |        | 京都府   | 研修生                                              |
| 松本仁（）     | 2005年2月14日（20歳）  |        |          | 2022年4月11日加入                                   |
| 山崎蒼空（）   | 2005年8月25日（19歳）  |        |          | 2022年4月11日加入                                   |
| 戸田一総（）   | 2003年4月16日（22歳）  |        |          | 2022年4月11日加入                                   |
| 小山田涼太（） | 2004年7月25日（20歳）  |        |          | 2022年4月11日加入                                   |
| 瀧川翔太（）   | 2005年3月2日（20歳）   |        |          | 2022年4月11日加入                                   |

### 元メンバー
| 名前         | 生年月日               | 血液型 | 出身地   | 備考                                          |
| ------------ | ---------------------- | ------ | -------- | --------------------------------------------- |
| 網代聖人（） | 2001年12月26日（23歳） | O型    | 兵庫県   | 2020年12月28日Zero PLANET卒業                 |
| 豊田賢太（） | 2002年1月28日（23歳）  | A型    | 徳島県   | 2021年9月18日Zero PLANET卒業                  |
| 清田航陽（） | 2001年11月18日（23歳） | O型    | 神奈川県 | 2022年3月28日Team Mercury卒業                 |
| 加藤勇也（） | 2000年6月30日（25歳）  | O型    | 群馬県   | 2021年9月18日までZero PLANET所属 卒業時期不明 |
| 笹岡尚瑛（） | 2002年5月8日（23歳）   |        | 兵庫県   | 研修生 卒業時期不明                           |
| 三島啓史（） | 2003年9月12日（21歳）  |        | 広島県   | 研修生 卒業時期不明                           |
| 纐纈大樹（） | 2002年6月19日（23歳）  |        | 岐阜県   | 研修生 卒業時期不明                           |

| 名前         | 生年月日              | 血液型 | 出身地 |
| ------------ | --------------------- | ------ | ------ |
| 西岡星汰（） | 2004年3月10日（21歳） | A型    | 滋賀県 |
| 木村伊吹（） | 2003年8月8日（21歳）  | B型    | 広島県 |
| 水野智貴（） | 2002年2月16日（23歳） | O型    | 愛知県 |
| 前山翼早（） | 2002年3月15日（23歳） | B型    | 兵庫県 |
| 石川大翔（） | 2001年12月1日（23歳） | A型    | 北海道 |

## 略歴
- 2019年（平成31年 / 令和元年）
  - 3月25日 - 結成を発表[4]。「男子高生ミスターコン2018」のファイナリストの中から結成された。同日に公式YouTubeチャンネルが開設された。
  - 4月19日 - グループ初となる楽曲「Step By Step Up」が公開された[5]。
  - 5月3日 - パシフィコ横浜で開催された「東京ストリートコレクション」にて正式にデビュー[3]。
  - 7月1日 - オフィシャルファンクラブ「Zero GALAXY」がオープン[6]。
- 2020年（令和2年）
  - 2月16日 - グループの2期生による新ユニット「Team Mercury From Zero PLANET」が誕生[7]。
- 2021年(令和3年)
  - 9月18日以降より「俳優」「アーティスト」「デジタル」の三部門に分かれて活動することを発表し、「Zero PLANET」グループとして活動することを公表。加藤、小宮、豊田の3名が2021年9月18日を以てダンス＆ボーカルグループの「Zero PLANET」のメンバーとしてのラストライブを行った。
- 2022年(令和4年)
  - 12月27日、「Team Mercury From Zero PLANET」解散
- 2023年(令和5年)
  - 3月12日を以って、グループを解散する事を各SNSで発表。

## オリジナル曲
- Step By Step Up
- TOKYO
- SHOWTIME
- HANABI
- WHY
- 合言葉はサヨナラ
- DANCEWITHME
- Harry Up
- GO!!
- Warning!!
- win or lose?
- Close to you
- LOOP

## タイアップ一覧
| 起用年 | 楽曲   | タイアップ                                                                      |
| ------ | ------ | ------------------------------------------------------------------------------- |
| 2021年 | GO！！ | 朝日放送テレビ系列ドラマ+枠『ももいろ あんずいろ さくらいろ』オープニングテーマ |
| 2021年 | LOOP   | テレビ東京系列水ドラ25枠『JKからやり直すシルバープラン』オープニングテーマ      |

## 出演

### ラジオ
- イケメン ON AIR!（2019年7月21日、渋谷クロスFM） - 髙橋祐理、中原弘貴、小宮璃央

### イベント
※「SCHEDULE」を基に作成。
- JOL＊PLUS+モリタウンステージ（昭島モリタウンガーデンステージ）
  - 2019年7月6日
  - 2019年8月24日
  - 2019年12月7日
- UTAGE（Key studio）
  - vol.21（2019年8月23日）
  - vol.22（2019年9月6日）
  - vol.24（2019年10月18日）
  - vol.25（2019年11月1日）
  - vol.26（2019年11月15日）
  - plus（2019年11月21日）
  - vol.29~ Tokyo Mens Artist Festival ~（2020年1月31日）
  - vol.30~ Tokyo Mens Artist Festival ~（2020年2月15日）
- @JAM PARTY for MEN（AKIBAカルチャーズ劇場）
  - vol.4（2019年8月17日）
  - vol.6（2019年10月16日）
  - vol.9〜新春スペシャル〜（2020年1月18日）
- IN SHOT（VUENOS）
  - #2（2019年9月25日）
  - #3（2019年11月27日）

| 日程   | 日程     | イベント                                         | 会場                                        |
| ------ | -------- | ------------------------------------------------ | ------------------------------------------- |
| 2019年 | 5月3日   | 東京ストリートコレクション2019                   | パシフィコ横浜                              |
| 2019年 | 5月6日   | SPINNS FES                                       | CLUB CITTA’                                 |
| 2019年 | 7月9日   | Finesse#3                                        | 渋谷StarLounge                              |
| 2019年 | 7月20日  | 2019 iDoLFes VOL.8ALOHA-Night                    | 赤坂BLITZ                                   |
| 2019年 | 7月22日  | 関が原IKEMENWARS                                 | 関が原桃配運動公園                          |
| 2019年 | 7月27日  | シブスタ                                         | 恵比寿ザ・ガーデンホール                    |
| 2019年 | 7月29日  | TGCteen 2019 Summer                              | 新木場STUDIO COAST                          |
| 2019年 | 8月4日   | 喰らいマックスMen’s@お酒とおつまみフェスティバル | 日比谷公園                                  |
| 2019年 | 8月8日   | 〜超夏休み2019〜                                 | 三浦海岸海水浴場 OTODAMA SEA STUDIO         |
| 2019年 | 8月25日  | by.M vol.4                                       | ベルエポック原宿大ホール                    |
| 2019年 | 9月1日   | 楽遊BOYSフェスin東京                             | 渋谷duo Music Exchange                      |
| 2019年 | 9月29日  | ID-CLIMAX Vol,01 フェスティバルウォーク蘇我      | フェスティバルウォーク蘇我 野外特設ステージ |
| 2019年 | 10月8日  | OMOTENASI -BANQUET 3rd Anniversary-              | 渋谷VUENOS                                  |
| 2019年 | 10月31日 | アルティメットハロウィン                         | Shibuya Tsutaya O-EAST                      |
| 2019年 | 11月17日 | Omnibus by.M Vol.12                              | 品川 J-SQUARE                               |
| 2019年 | 12月23日 | fanish vol.2                                     | 渋谷VUENOS                                  |
| 2020年 | 1月4日   | ボーイズパニック2020                             | 新木場スタジオコースト                      |
| 2020年 | 2月1日   | Men’s IDOL Festival ~メジャーのマ横~             | フジさんのヨコ                              |

## ライブ
- ファンクラブイベント
  - 第1回（2019年11月9日、都内某所）
  - 第2回 ボーリング大会（2020年1月25日、都内某所）
  - 第3回 BBQ大会（6月予定、都内某所）

| 日程   | 日程           | ライブ                           | 会場                                               |
| ------ | -------------- | -------------------------------- | -------------------------------------------------- |
| 2019年 | 5月4日         | Zero PLANET First LIVE           | 渋谷WWW                                            |
| 2019年 | 6月19日        | 定期公演Vol.1                    | TAKEOFF7                                           |
| 2019年 | 7月15日        | Zero Galaxyオープン記念 撮影会   | プラチナムプロダクションB1劇場                     |
| 2019年 | 7月24日        | 定期公演 vol.2                   | TAKEOFF7                                           |
| 2019年 | 8月16日        | 定期公演Vol.3                    | TAKEOFF7                                           |
| 2019年 | 9月21日        | 定期公演 Vol.4                   | Studio Freedom                                     |
| 2019年 | 11月23日       | Instagram 1万人達成 フリーライブ | 原宿ベルエポック美容専門学校 第2校舎イベントホール |
| 2019年 | 12月16日       | 定期公演～少し早めのクリスマス～ | Studio Freedom                                     |
| 2020年 | 1月13日        | 定期公演 New Year LIVE           | Studio Freedom                                     |
| 2020年 | 2月11日        | 2月定期公演                      | Studio Freedom                                     |
| 2020年 | 3月8日10月24日 | 結成1周年記念LIVE                | 渋谷 TSUTAYA O-EAST                                |